# Jan Uruski
Jan Uruski herbu Sas (ur. 1762 w Artasowie, zm. 10 stycznia 1837 w Juśkowicach) – pomolog, członek i komisarz Stanów Galicyjskich, podskarbi koronny Galicji. 
Jan Uruski urodził się w 1762 r. w Artasowie koło Żółkwi jako syn Feliksa (Szczęsnego) z Artasowa, cześnika trembowelskiego i Marii Wilczopolskiej herbu Nieczuja. 
Od 1817 r. był członkiem Stanów Galicyjskich, a następnie komisarzem stanowym oraz podskarbim koronnym Galicji.
Był wybitnym pomologiem, który w swoim majątku w Juśkowicach pod Oleskiem założył sad składający się z kilkunastu tysięcy drzew owocowych najlepszych gatunków. Uważany jest za pierwszego na obszarze Polski porozbiorowej hodowcę drzew owocowych, który zajął się pomologią na skalę światową. Dzięki niemu założono wspaniałe sady w: Jabłonowie u Dzieduszyckich, w Przemyślu w dzielnicy Bakończyce u Cetnera, w Medyce u Pawlikowskich oraz powstały nowe szkółki drzew i krzewów owocowych, w których produkowano materiał szkółkarski dla nowych sadów owocowych.
W 1825 r. jako komisarz stanowy, razem z Tadeuszem Wasilewskim, bezskutecznie zabiegał na Sejmie Galicyjskim o środki finansowe ze skarbu państwa na uposażenie ogrodu botanicznego przy Uniwersytecie Lwowskim.
Od 15 czerwca 1818 r. był członkiem honorowym Towarzystwa Naukowego Krakowskiego. 
Zmarł 10 stycznia 1837 r. w Juśkowicach koło Oleska. Był  żonaty od 1796 r. z Anną Polanowską herbu Pobóg, córką Feliksa, mecenasa kultury, starosty stęgwilskiego i skarbnika bełskiego oraz jego pierwszej żony Elżbiety Katarzyny Urszuli Mrozowickiej, starościanki stęgwilskiej, urodzoną w 1778 r., zmarłą po 1828 r.